# The Starboys
The Starboys var en showgrupp från Karlstad. De gjorde ett flertal krogshower under 2000-talet uppsatta på olika ställen i Karlstad, senast på Nöjesfabriken i form av en julshow. De har också medverkat vid Julgalan 2004, 2005, 2006, 2007 & 2008 samt vid Ladies Night i Globen. Den 20 mars 2008 tilldelades the Starboys Stallbrödernas Bosse Parnevikstipendium.
Bandets medlemmar var: Andreas Dahllöf, Mattias Pettersson, Andreas Sjögren, Henrik Gillgren och Per Nylin. Fram till årsskiftet januari 2013 var även Björn Starrin och Johan Östling, som båda varit med i Ulf Malmros filmproduktioner Smala Sussie, Tjenare kungen och Bröllopsfotografen, med i bandet.
The Starboys började sin karriär redan i slutet av 1970-talet, då Mattias Pettersson, Björn Starrin och Andreas Dahllöf endast fem år gamla underhöll föräldrar och grannar på fester. År 2000 började dock den professionella karriären ta fart. Tillsammans med Susanne Kielba startades Nöjesbyrån Karlstad AB och fram till 2010 var bolagets främsta syfte att marknadsföra och sälja The Starboys.
Från 2010 drevs The Starboys verksamhet via det egna bolaget Rockab Karlstad AB. 2010 ersatte Starboys Sven-Ingvars på den årliga gratis utomhuskonserten på Sandgrundsudden i Karlstad. Den 14 januari 2017 offentliggjorde gruppen sitt beslut att gå skilda vägar efter nästan 20 år tillsammans.